# Paracassina obscura
Paracassina obscura är en groddjursart som först beskrevs av George Albert Boulenger 1895.  Paracassina obscura ingår i släktet Paracassina och familjen gräsgrodor. IUCN kategoriserar arten globalt som livskraftig. Inga underarter finns listade i Catalogue of Life.